# L'anima e il volto
L'anima e il volto (A Stolen Life) è un film del 1946 diretto da Curtis Bernhardt.

## Trama
Due gemelle, Patricia e Kate, si innamorano dello stesso uomo, Bill, che alla fine sceglierà Patricia e la sposerà, perché più attraente, anche se meno dolce e sensibile di Kate. Per ragioni di lavoro Bill dovrà assentarsi per lungo tempo, lasciando sola la giovane moglie. Le due sorelle tornano a frequentarsi, ma durante una gita in barca Patricia cade in acqua a causa di un forte temporale e annega. Al ritorno di Bill, Kate gli fa credere di essere Patricia, ma solo dopo aver scoperto che l'uomo non amava più la sorella, la storia prenderà un'altra inattesa piega.

## Influenza culturale
Bette Davis interpreterà nuovamente il doppio ruolo di due gemelle pettinate come in questo film 18 anni dopo in Chi giace nella mia bara? (1964).